# Robert Kubica
Robert Józef Kubica, född 7 december 1984 i Kraków, är en polsk racerförare.

## Racingkarriär
Kubica började sin racingkarriär vid sex års ålder inom karting och blev polsk mästare flera gånger. Senare flyttade han till Italien.
Kubica vann totalt Formula Renault 3.5 Series säsongen 2005 och blev sedan testförare för formel 1-stallet BMW Sauber 2006.
Han fick ersätta stallets andreförare Jacques Villeneuve i Ungerns Grand Prix 2006 på grund av att denne skadat sig under Tysklands Grand Prix 2006 och blev därmed den förste polske formel 1-föraren. Efter att Villeneuve strax därefter bestämde sig för sluta blev i stället Kubica ordinarie förare.
Kubica, kom på sjunde plats i sitt debutlopp, men diskvalificerades efter loppet då hans bil inte uppfyllt minimiviktskravet. Kubica kom på tredje plats och stod på prispallen för första gången i Italien 2006.
I Kanadas Grand Prix 2007 kraschade Kubica i hög fart svårt på det 27:e varvet, men kom mirakulöst undan med en lindrig hjärnskakning och en stukad fot. Han kom tillbaka snabbt men han tog ingen pallplats utan blev som bäst fyra i två lopp. Han ledde dock i Kina, men tvingade bryta. Kubica slutade sexa i förar-VM efter sin första hela F1-säsong. Kubica fick för sina insatser under säsongen 2007 motta Lorenzo Bandini Trophy.
Kubicas bästa resultat säsongen 2008 var andraplatserna i Malaysia 2008 och Monaco 2008 samt segern i Kanada 2008, vilken var hans första F1-seger, och som då innebar att han tog ledningen i VM-tabellen.
2009 fortsatte Kubica i BMW Sauber, men lyckades bara ta en pallplats, i Brasilien, och slutade på en fjortonde plats totalt i förarmästerskapet. Säsongen 2010 gick han över till Renault, då Fernando Alonso lämnade sin plats för att gå till Ferrari.
På söndagsmorgonen den 6 februari 2011 kraschade Kubica våldsamt under rallytävlingen "Ronde di Andora". Han blev allvarligt skadad och ett tag var det risk för att han skulle behöva amputera ena handen.
Under 2019 års formel 1 säsong körde Kubica för Williams tillsammans med George Russell. Inför säsongen 2020 blev han ersatt av Nicholas Latifi.

## F1-karriär
| Säsong     | Stall/Tillverkare  | Placering  | Lopp | Poäng | Etta | Tvåa | Trea | Pole | Varv |
| ---------- | ------------------ | ---------- | ---- | ----- | ---- | ---- | ---- | ---- | ---- |
| 2006       | Sauber-BMW         | 16         | 6    | 6     | 0    | 0    | 1    | 0    | 0    |
| 2007       | BMW                | 6          | 16   | 39    | 0    | 0    | 0    | 0    | 0    |
| 2008       | BMW                | 4          | 18   | 75    | 1    | 3    | 3    | 1    | 0    |
| 2009       | BMW                | 14         | 17   | 17    | 0    | 1    | 0    | 0    | 0    |
| 2010       | Renault            | 8          | 19   | 136   | 0    | 1    | 2    | 0    | 1    |
| 2019       | Williams           | 19         | 21   | 1     | 0    | 0    | 0    | 0    | 0    |
| 2021       | Alfa Romeo-Ferrari | 20         | 2    | 0     | 0    | 0    | 0    | 0    | 0    |
| Sammanlagt | Sammanlagt         | Sammanlagt | 99   | 274   | 1    | 5    | 6    | 1    | 1    |

| 1. Malaysia 2008 2. Monaco 2008 3. Japan 2008 4. Brasilien 2009 5. Australien 2010 |

| 1. Italien 2006 2. Bahrain 2008 3. Europa 2008 4. Italien 2008 5. Monaco 2010 6. Belgien 2010 |